# La Pampa (Córdoba)
La Pampa es una localidad situada en el departamento Totoral, provincia de Córdoba, Argentina tiene una población de 3581 habitantes, con una población masculina de 1.784 y una población femenina de 1.797.
Se encuentra situada a 5 km de la ruta provincial E66, a 20 km de la ciudad de Jesús María y a 70 km de la Ciudad de Córdoba.
La principal actividad económica es el turismo, debido a su ubicación serrana y cercana a otros centros turísticos como La Paz, Ascochinga, etc.
Otra fuente de ingresos importante es la elaboración de productos regionales como alfajores, dulces caseros, conservas, etc.
La agricultura y la ganadería también tienen cierta relevancia.
Existen en la localidad un centro de atención médica, velatorio, una estación policial, una escuela primaria, un colegio secundario, heladería, carniceria, orfanato, tiendas de ropa, almacenes barios, panadería, verdulería, bar, salón para eventos, hospedajes barios, pulpería, estancias, balnearios, iglesias, casa de reencuentros, cancha de fútbol, plazas, plazas gimnasio, casas de campo, restaurante, tienda de alarmas antirobo, apartamento turístico, alojamiento con servicio, servicio de marketing por internet, camping, refugio para animales, cabañas de montaña, parque infantil, atracción turística valle de los osos, oficinas de empresa, club de fútbol, peluquerías varias, camping privado, oficinas de administración de la localidad.
Se encuentra también, la estancia "La Paz", propiedad de Julio Argentino Roca, quien fue elegido dos veces presidente. Hoy es un exclusivo hotel, rodeado por un gran predio con una frondosa vegetación y un lago artificial. Su parque fue diseñado por el reconocido arquitecto y paisajista Carlos Thays.

## Población
Cuenta con 3581 habitantes (Indec, 2022), lo que representa un incremento del 97% frente a los 443 habitantes (Indec, 2001) del censo anterior.
| Gráfica de evolución demográfica de La Pampa entre 1991 y 2022 |
|                                                                |
| Fuente: Censos nacionales del INDEC                            |

La suma de 3581 habitantes incluye la localidad de La Pampa y sus 9 Localidades dentro del Departamento Totoral
(Agua De Las Piedras, Santa Sabina, Colonia Hogar, Santa Catalina, San Lorenzo, Cañada Martel, San Jorge, La Paz Y La Porteña)

## Barrios
1-B° Corea
2-B° Pompeya
3-B° Julio Argentino Roca
4-B° Dominica
5-B° Martin Miguel De Güemes 
6-B° San Martín
7-B° Santiago Novillo
8-B° Quebrada Dé Luna
9-B° El Buen Aire
10-B° San Miguel
11-B° San Jorge 
12-B° Cañada Martel
13-B° Puerta Del Alto
14-B° La Loma
15-B° El Sauce
16-B° Bajo De Olmos
17-B° El Gavilán
18-B° San Pellegrino
19-B° Santa Sabina
20-B° Santa Catalina 
21-B° Colonia Hogar
22-B° Los Siete Chalets
23-B° San Lorenzo 
24-B° Pozo De Correa
25-B° Agua De Las Piedras
26-B° Santa Rosa Del Prado
27-B° Agua Escondida 
28-B° Carlos Frías
29-B° Puesto Constancia 
30-B° El Colibrí 
31-B° El Tala
32-B° La Porteña
33-B° La Torgnole
34-B° La Paz
35-B° El Mirador
- Datos: Q323177